# 吉林省 (滿洲國)
吉林省满洲国的曾設立的省份。

## 历史
1931年（民国20年），中华民国吉林省管辖41县1政治局。九一八事变后日本控制满洲。同年9月26日熙洽设置吉林省長官公署、9月28日对中華民国发表独立宣言。
1932年（大同元年）3月9日，满州国「省公署官制」（大同元年3月9日教令第13号）公布，省政府改为省公署。吉林省公署設置于永吉县。1934年（康德元年）10月11日新「省公署官制」（康德元年10月11日勅令第124号）公布，吉林省分割为吉林省、濱江省、三江省、間島省4省、吉林省管辖吉林市、长春县、双阳县、伊通县、德惠县、农安县、长岭县、乾安县、扶余县、永吉县、舒兰县、额穆县、敦化县、桦甸县、磐石县、榆树县、怀德县（后划入奉天省）管辖17市县。
到满洲国灭亡前管辖2市、15县、1旗。

## 下级行政区划
1945年：
- 吉林市
- 公主嶺市:1943年（康德9年）从怀德县分離設置
- 吉林县:旧称永吉县。1944年（康德10年）改称
- 蛟河县:旧称额穆县。1940年（康德6年）10月1日改称
- 敦化县
- 桦甸县
- 磐石县
- 通阳县
- 九台县
- 长春县
- 怀德县
- 乾安县
- 扶余县
- 农安县
- 德惠县
- 榆树县
- 舒兰县
- 郭爾羅斯前旗

## 設置
1932年3月、满洲国政府设置。

## 废止
1945年8月满洲国灭亡。